# Youssef Eid
Youssef Eid (en arabe : يوسف عيد), était un comédien égyptien, né le 15 novembre 1948 et mort le 22 septembre 2014 d'une crise cardiaque.